# Camanche Village
Camanche Village est une census-designated place du comté d'Amador, dans l'État de Californie, aux États-Unis,. En 2020, elle compte une population de 964 habitants.